# Dawn Olivieri
Dawn Olivieri (St. Petesburg, 8 de febrero de 1981) es una actriz estadounidense que ha aparecido en varias series de televisión y largometrajes de ese país.

## Carrera
Dawn ha aparecido en la serie de Showtime House of Lies desde 2012, interpretando a la competitiva y libidinosa consultora administrativa y exesposa del personaje principal Marty Kaan y madre de Roscoe Kaan. Interpretó a Janice Herveaux en la tercera temporada de la serie de HBO True Blood y a la novia de Damon Salvatore, Andie Star, en la exitosa serie The Vampire Diaries.
También ha hecho parte del elenco de series como Heroes, Trust Me, Stargate: Atlantis y How I Met Your Mother. Olivieri interpretó un papel principal en la película de SyFy Hydra, y es la voz de Pepper Potts en la serie animada de The Avengers: Earth's Mightiest Heroes en Disney XD. Apareció en la edición de octubre de 2009 de la revista Maxim. En 2017 conformó el elenco de la película Bright junto a Will Smith y Noomi Rapace.
En 2022 se anunció que Olivieri integraría el reparto de la quinta temporada del seriado Yellowstone.

## Filmografía

### Cine
| Año  | Título                      | Rol                | Notas           |
| ---- | --------------------------- | ------------------ | --------------- |
| 2006 | Devil's Den                 | Jezebel            |                 |
| 2010 | Dozers                      | Ashley             |                 |
| 2010 | Drop Dead Gorgeous          | Brooke             | Directo a vídeo |
| 2011 | Boy Toy                     | Kylie              | Directo a vídeo |
| 2013 | Missionary                  | Katherine Kingsmen |                 |
| 2013 | Plush                       | Annie              |                 |
| 2013 | American Hustle             | Chica de Cosmo     |                 |
| 2014 | Supremacy                   | Doreen             |                 |
| 2014 | To Whom It May Concern      | Anna               |                 |
| 2015 | The Last Witch Hunter       | Danique            |                 |
| 2017 | Bright                      | Sherri Ward        |                 |
| 2017 | A Change of Heart           | Laurie             |                 |
| 2018 | Den of Thieves              | Señora Flanigan    |                 |
| 2018 | Traffik                     | Cara               |                 |
| 2018 | Darc                        | Ivy                |                 |
| 2018 | Behind the Curtain of Night | Adrian / Nicole    |                 |
| 2022 | Yellowstone                 | Sara               |                 |
| 2024 | Homestead                   | Jenna Ross         |                 |